# ویکی‌پدیای آلمانی پایین
ویکی‌پدیای آلمانی پایین نسخه زبان آلمانی سفلی (ساکسون پایین) وب‌گاه ویکی‌پدیا است.  زبان آلمانی سفلی تا ۱۹ اوت ۲۰۱۱ بابیش‌از ۱۷٬۷۰۰ مقاله در رده هشتادوپنجم ویکی‌پدیاها قرار گرفته‌است.